# مقاطعة ساكرامينتو (كاليفورنيا)
مقاطعة ساكرامينتو (بالإنجليزية: Sacramento County)‏ هي إحدى مقاطعات ولاية كاليفورنيا في الولايات المتحدة الأمريكية.

## أعلام
- سكوت برازيل
- بايرون بار
- ويليام ماكلولين